# 학교환경위생정화구역
학교환경위생정화구역이란 학교의 보건이나 위생 및 학습 환경을 보호하기 위해 설정하는 구역을 의미한다. 교육환경 보호에 관한 법률에 의해 지정하며, 지정권자는 시도 교육감이다.

## 종류

### 절대정화구역
학교의 출입문으로부터 직선거리로 50m 이내의 구역이다.

### 상대정화구역
학교의 경계선, 또는 학교설립예정지의 경계선으로부터 직선거리로 200m 이내의 절대정화구역을 제외한 구역이다.

## 관할
지정은 해당 시도 교육감, 또는 도시개발계획자가 한다. 설정된 구역은 학교장이 관할하며, 구역이 중복되는 경우 우선순위는 다음과 같다.
- 절대정화구역 관할학교
- 초등학교
- 중학교
- 고등학교
- 유치원
- 같은 급의 학교가 중복되는 경우 학생 수가 많은 학교의 장

## 같이 보기
- 행정행위
- 학교정화구역안에서 납골시설의 설치·운영 금지 사건
- 학교정화구역 내에서의 극장시설 금지 사건